# Lomatia silaifolia
Espèce
Répartition géographique
Lomatia silaifolia, en anglais crinkle bush (buisson froissé) ou parsley fern (fougère persil), est une espèce de plantes à fleurs de la famille des Proteaceae originaire de l'est de l'Australie. Elle pousse en forêt ouverte, où elle forme un petit arbuste de 1 à 2 m de haut, avec des feuilles très pennées rappelant celles du persil. Ses inflorescences blanches apparaissent en été.

## Description
Lomatia silaifolia est un petit arbuste de 1 ou 2 m de haut avec des tiges glauques et lisses. Il a de grandes, feuilles très pennées, d'apparence variable et qui rappellent celles du persil. Ces feuilles font de 35 à 50 cm de long. Les inflorescences blanches apparaissent en été ; elles peuvent atteindre une hauteur de 45 cm.

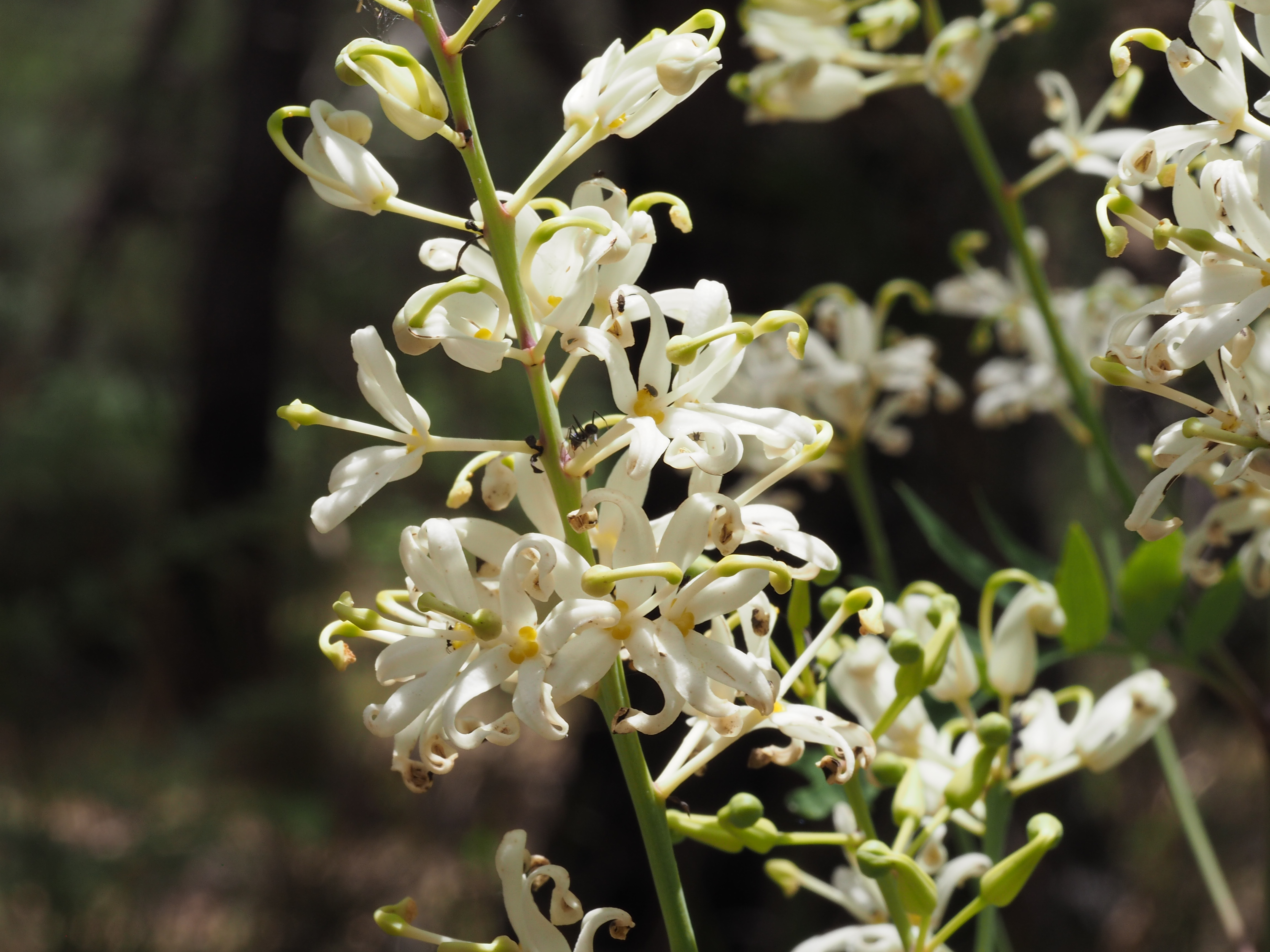
Détail des fleurs de L. silaifolia.

## Taxonomie
Le botaniste anglais James Edward Smith a décrit pour la première fois cette espèce en 1793 sous le nom Embothrium silaifolium. À l'époque, Embothrium était un taxon poubelle auquel de nombreuses proteacées étaient attribuées. L'espèce a reçu son nom binomial actuel de Robert Brown dans son article de 1810 On the natural order of plants called Proteaceae (en),. Un nom alternatif, Tricondylus silaifolius, publié par Joseph Knight dans son ouvrage de 1809 On the cultivation of the plants belonging to the natural order of Proteeae, a été rejeté après que la description de Brown de 1810 du genre Lomatia a été officiellement conservée contre le Tricondylus de Salisbury de 1809. Le nom de l'espèce est dérivé de la ressemblance des feuilles avec celles du genre de persil Silaum.
Un premier nom commun appliqué en Angleterre était sulphur-wort-leaved lomatia (lomatie à feuilles de millepertuis). D'autres noms communs sont crinkle bush (buisson froissé), parsley fern (fougère persil), wild parsley (persil sauvage) et fern-leaved lomatia (lomatie à feuilles de fougère).
Des hybrides avec L. fraseri et L. myricoides (en) ont été enregistrés. L'analyse de l'ADN chloroplastique a montré qu'il existe une hybridation extensive entre les cinq espèces du sud-est de l'Australie continentale (L. arborescens, L. fraseri, L. ilicifolia, L. myricoides et L. silaifolia), bien que chacune soit suffisamment distincte pour justifier le statut d'espèce.

## Distribution et habitat
Lomatia silaifolia pousse dans une grande partie de l'est de l'Australie à l'est de la Cordillère australienne, sur le plateau de Blackdown dans le centre du Queensland, puis entre Gympie dans le sud-est de l'État et la région de la Nouvelle-Angleterre au nord-est de la Nouvelle-Galles du Sud, ainsi qu'entre la région de l'Hunter et Jervis Bay dans le centre de la Nouvelle-Galles du Sud. 
Elle constitue un arbuste de sous-bois en forêt ouverte sur des sols gréseux, associée à des arbres comme Corymbia gummifera, la turpentine (Syncarpia glomulifera), le gommier pilularis (Eucalyptus pilularis), l'eucalyptus poivré (E. piperita), l'eucalyptus radié (E. radiata), le stringybark à feuilles bleues (E. agglomerata (en)), le stringybark rouge (E. macrorhyncha (en)), le gommier ponctué (E. punctata), Eucalyptus sclerophylla, le pommier rose (Angophora costata) ou le pseudofilao tuberculeux (Allocasuarina torulosa).

## Écologie
On pense que ces plantes vivent plus de 60 ans et se régénèrent après les feux de brousse en repoussant à partir de leur base. Leurs feuilles sont consommées par les wallabys bicolores (Wallabia bicolor).
On pense que des veaux sont morts après en avoir mangé, et des fleurs coupées conservées en intérieur ont attiré et tué des mouches. Des réactions positives au cyanure ont été enregistrées pour les anthères, les styles et les stigmates.

## Utilisation en horticulture
Lomatia silaifolia a été testée en culture en Angleterre en 1808, bien qu'elle y fleurisse rarement et nécessite une serre. Ses feuilles et ses fruits inhabituels en font un élément de jardin apprécié. Elle peut être facilement multipliée à partir de graines et est rustique dans la plupart des sols et des expositions.

## Galerie de photos

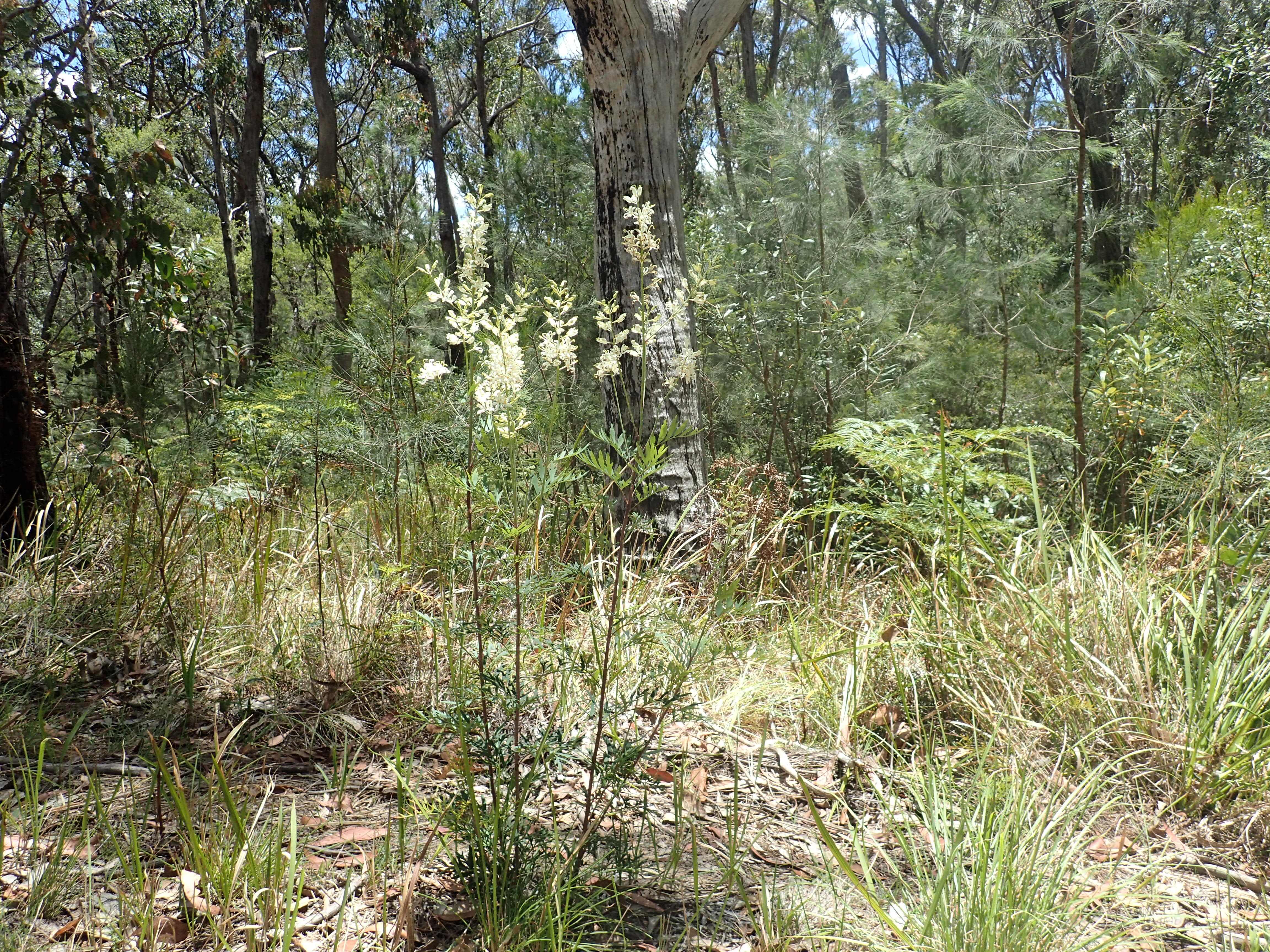
Lomatia silaifolia dans son milieu naturel dans le parc national de Boonoo Boonoo.
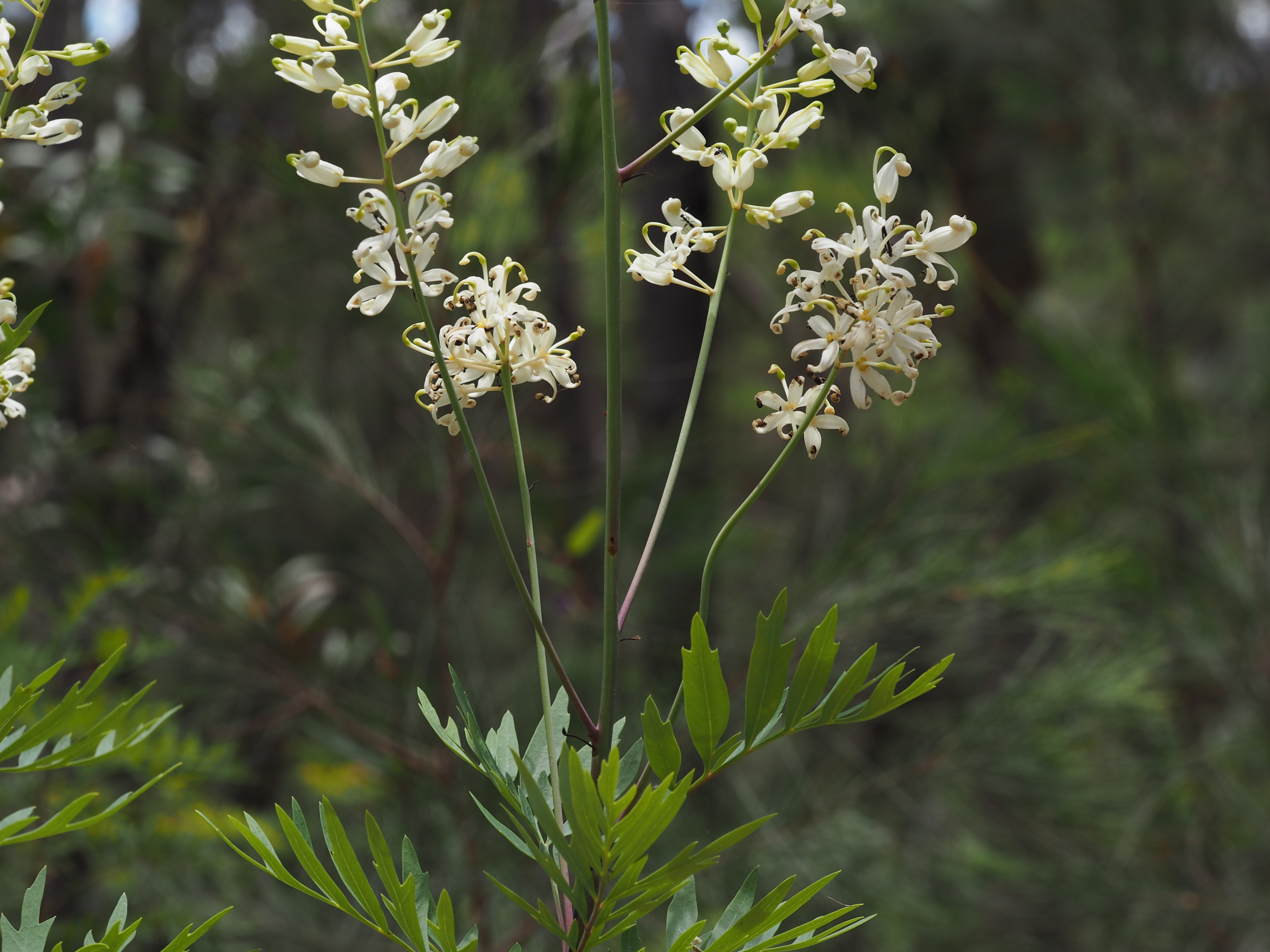
Feuilles et fleurs de L. silaifolia.
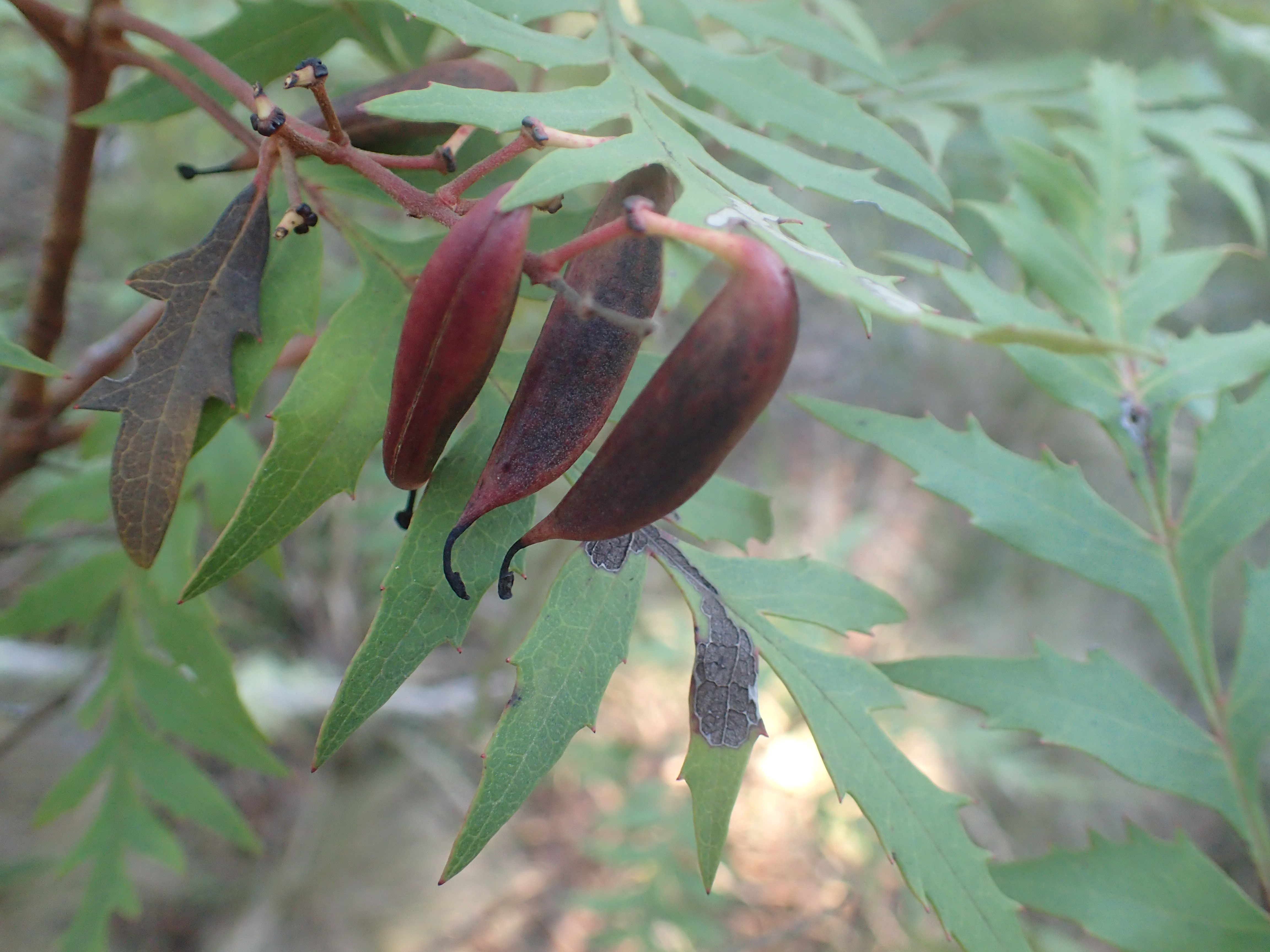
Fruits de L. silaifolia dans le parc national de Cathedral Rock, en Nouvelle-Galles du Sud.
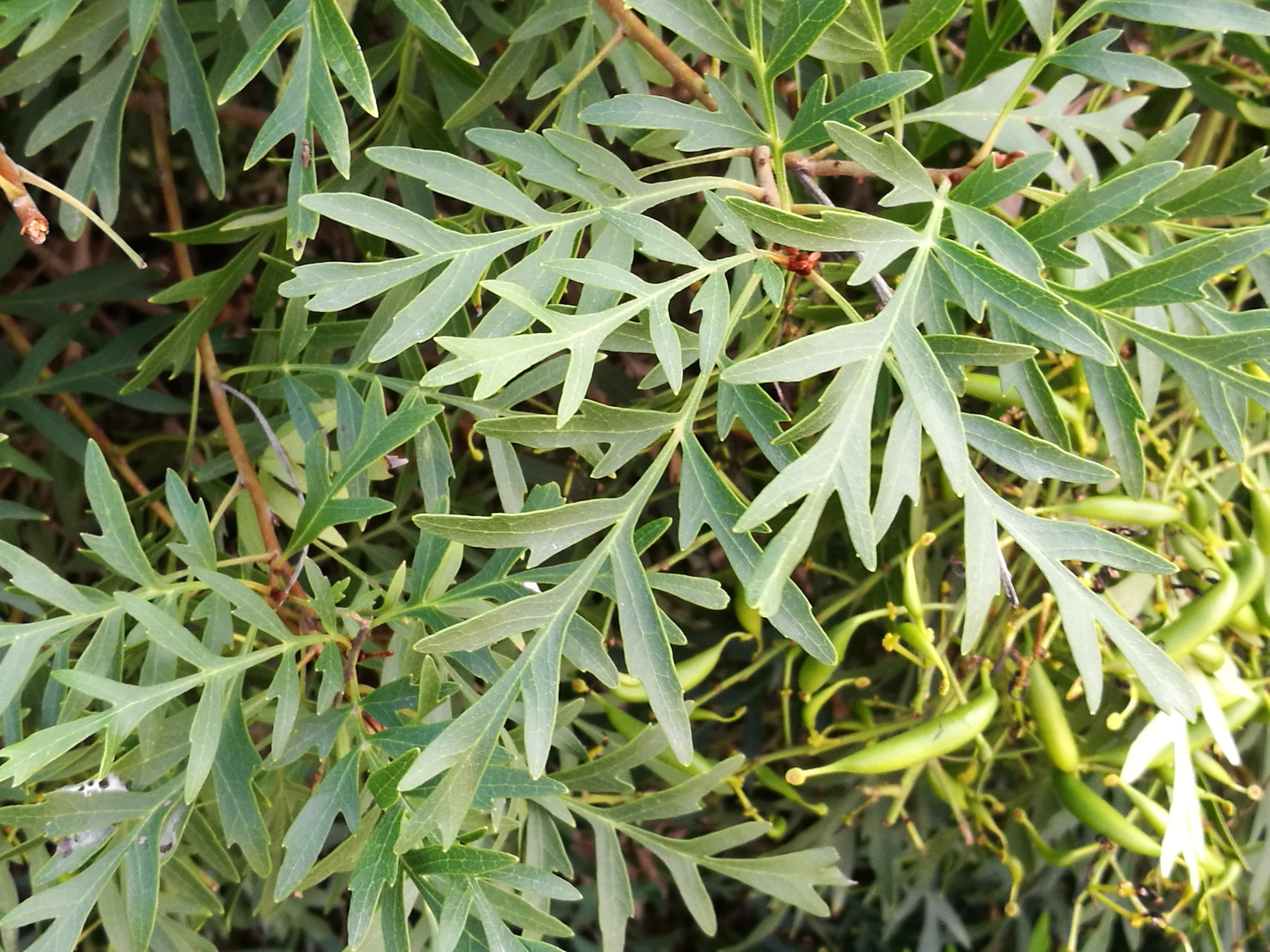
Feuilles aux jardins botaniques de Cranbourne, dans l'État de Victoria.